# 1250
Високе Середньовіччя •  Золота доба ісламу •  Реконкіста •  Хрестові походи •  Монгольська імперія

## Геополітична ситуація

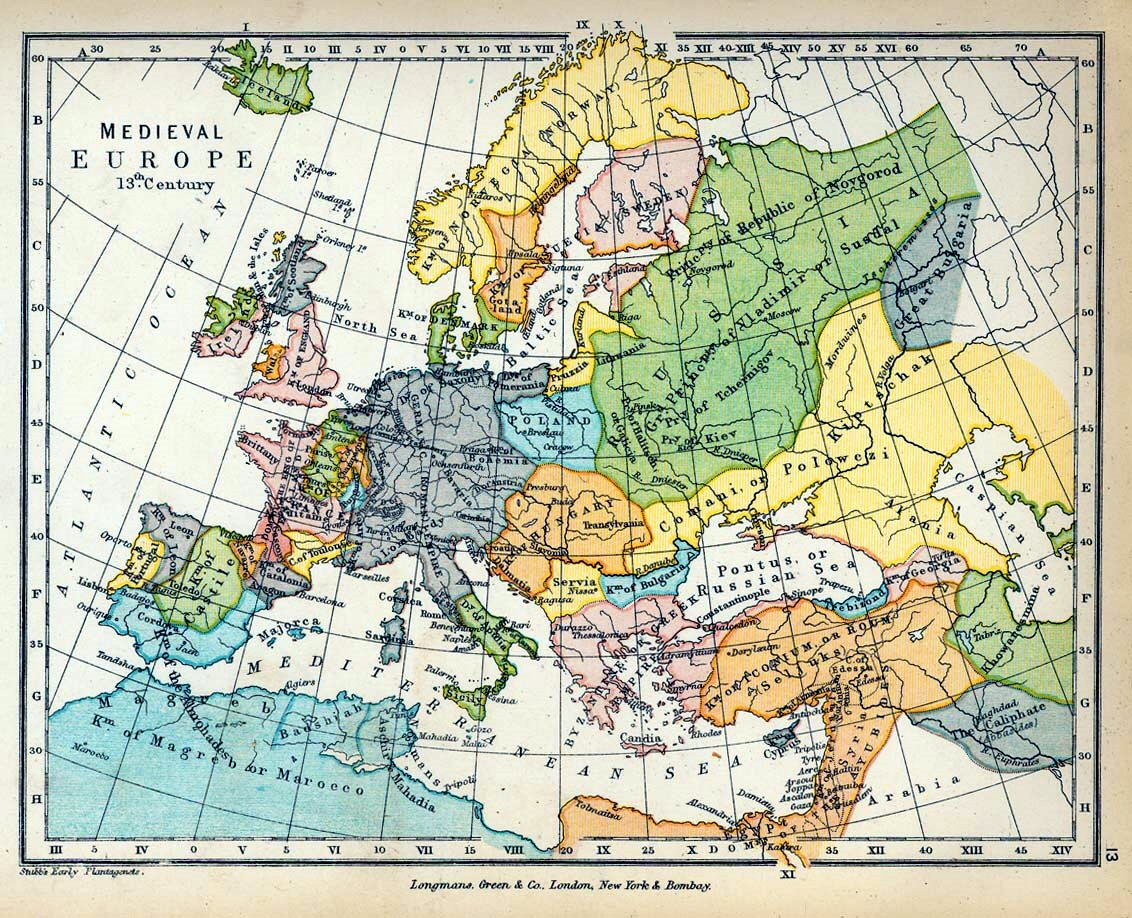
Європа в XIII столітті

На території колишньої Візантійської імперії існує декілька держав, зокрема Латинська імперія, Нікейська імперія та Трапезундська імперія. У Священній Римській імперії почався період міжцарства (до 1273). У Франції править Людовик IX (до 1270).
Апеннінський півострів розділений: північ належить Священній Римській імперії, середню частину займає Папська область, більша частина півдня належить Сицилійському королівству. Деякі міста півночі: Венеція, Піза, Генуя тощо, мають статус міст-республік.
Майже весь Піренейський півострів займають християнські Кастилія, Леон (Астурія, Галісія), Наварра, Арагонське королівство (Арагон, Барселона) та Португалія, під владою маврів залишилися тільки землі на самому півдні. Генріх III є королем Англії (до 1272), а королем Данії — Абель (до 1252).
Ярлик від Золотої Орди на княжіння в Києві має Олександр Невський. Данило Романович править у Галичі. На чолі королівства Угорщина стоїть Бела IV (до 1270). У Кракові княжить Болеслав V Сором'язливий (до 1279).
У Єгипті правлять мамлюки, у Сирії — Аюбіди. Невеликі території на Близькому Сході утримують хрестоносці. У Магрибі розпадається держава Альмохадів. Сельджуки, які окупували Малу Азію, опинилися під владою монголів. Монгольська імперія поділена між спадкоємцями Чингісхана. Північний Китай підкорений монголами, на півдні править династія Сун. Делійський султанат є наймогутнішою державою Північної Індії, а на півдні Індії домінує Чола. В Японії триває період Камакура.
Цивілізація мая переживає посткласичний період. Почала зароджуватися цивілізація ацтеків.

## Події
- Данило Галицький розпочав війну проти литовського князя Міндовга.
- У Дрогобичі засновано перше в Україні підприємство — Дрогобицький солевиварювальний завод.
- Помер Римський імператор Фрідріх II. З його смертю обірвалася династія Гогенштауфенів. У Німеччині почався період міжцарства, що тривав до 1273.
- Зі смертю свого головного супротивника, імператора Фрідріха II, Ломбардська ліга розпалася.
- Сьомий хрестовий похід. Французький король Людовик IX потрапив у полон до мамлюків, які відпустили його за викуп. Хрестоносці змушені покинути Дам'єтту.
- Мамлюки захопили владу в Єгипті.
- Королем Швеції обрано Вальдемара I, сина ярла Біргера, фактичного правителя країни.
- Королем Данії став Абель.
- Альберт Великий описав арсен, 8-ий відомий людству метал.
- У Монголії скликано курултай для обрання нового великого хана.

## Померли
- 13 грудня — Фрідріх II з династії Гогенштауфенів, сицилійський король з 1212, імператор Священної Римської імперії з 1220.